# Eldacar de Gondor
Eldacar es un personaje ficticio que forma parte del legendarium creado por el escritor británico J. R. R. Tolkien y cuya historia es narrada en los apéndices de la novela El Señor de los Anillos. Es un dúnadan, primer y único hijo de Valacar y Vidumavi y vigésimo primer soberano del reino de Gondor.

## Historia
Nació en 1255 de la Tercera Edad del Sol, en Rhovanion. Su nombre es quenya y puede traducirse como «rey elfo»; su madre le dio el nombre de Vinitharya y así se lo conoció hasta su ascensión al trono de Gondor en el año 1432 T. E.
Al final del reinado de su padre y por el hecho de que Eldacar tenía sangre mezclada, los nobles del sur de Gondor habían iniciado lo que se conoció como la Lucha entre Parientes. Apenas asumido el trono tuvo que enfrentar a los nobles encabezados por el Capitán de los Barcos, Castamir, resistiendo en Minas Anor y Osgiliath. Pero en 1437 T. E. es depuesto y se vio obligado a huir hacia Rhovanion con lo que quedaba de sus huestes.
Castamir asumió el trono de Gondor, pero demostró no ser un buen rey, por lo que en el año 1447 T. E. Eldacar encabezó una rebelión de los feudos de Anórien e Ithilien, a los que se unió Calenardhon y los hombres de Rhovanion y derrotó a Castamir en la Batalla de los Cruces del Erui, matándole y obligando a los rebeldes a refugiarse en Pelargir, que fue sitiada. En 1448 T. E., como los rebeldes tenían todavía el poder marítimo dejaron el sitio de Pelargir y huyeron a Umbar. Eldacar reasumió el poder y reconstruyó Osgiliath y Minas Anor e hizo un buen reinado durante los siguientes 42 años.
Murió en 1490 T. E., habiendo vivido 235 años, lo que demostró la falacia de los argumentos de sus enemigos en cuanto a que por tener su sangre mezclada se «malograba la majestad de los reyes de los hombres». Le sucedió su hijo menor Aldamir, pues el primogénito Ornendil fue asesinado en Osgiliath durante la toma de la ciudad por parte de Castamir.